# 美瑛富士
美瑛富士（びえいふじ）は、北海道上川郡美瑛町の十勝岳連峰北部に位置する標高1,888メートルの山（コニーデ型火山）である。

## 概要
石狩山地の十勝岳連峰（十勝火山群）のひとつ。十勝岳の火山活動に伴い、1万年前以内の時期に形成されたと考えられている。通称として「富士」の名を冠する山（郷土富士）は各地にあるが、美瑛富士は山の正式な名前として「富士」と付けられている。火山ではあるが2010年現在、活動は見られない。山域は1934年12月4日に大雪山国立公園の特別保護地区に指定されている。山の上部は森林限界で高山植物が見られる。

## 登山
東側の標高1,000メートル付近に収容人員25名の「美瑛富士避難小屋」があり、白金温泉から約4キロメートル離れた涸沢林道に「美瑛富士登山口」があって、美瑛岳やオプタテシケ山に向かう登山者に利用されている。その縦走路は山腹の東側を通っている。

## 地理
北東のオプタテシケ山との間には、石垣山 (1,822メートル) とベベツ岳 (1,860メートル) の小ピークがある。山頂に三角点は設置されていない。

### 周辺の山
| 山容 | 名称           | 標高 (m) | 三角点等級 点名   | 美瑛富士からの 方角と距離 (km) | 備考         |
| ---- | -------------- | -------- | ----------------- | ------------------------------ | ------------ |
|      | トムラウシ山   | 2,141.19 | 一等 「富良牛山」 | 北東 13.7                      | 日本百名山   |
|      | オプタテシケ山 | 2,013    | 三等 「美瑛岳」   | 北東 3.6                       | 日本三百名山 |
|      | 美瑛富士       | 1,888    |                   | 0                              | 郷土富士     |
|      | 美瑛岳         | 2,052.17 | 二等 「帯経しけ」 | 南 1.5                         | 北海道百名山 |
|      | 十勝岳         | 2,077    |                   | 南西 4.5                       | 日本百名山   |

### 源流の河川
以下の源流の河川は、それぞれ石狩湾と太平洋に流れる。
- 涸沢川、水無川（美瑛川の支流）
- オプタテシケ川（十勝川の支流）

## ギャラリー

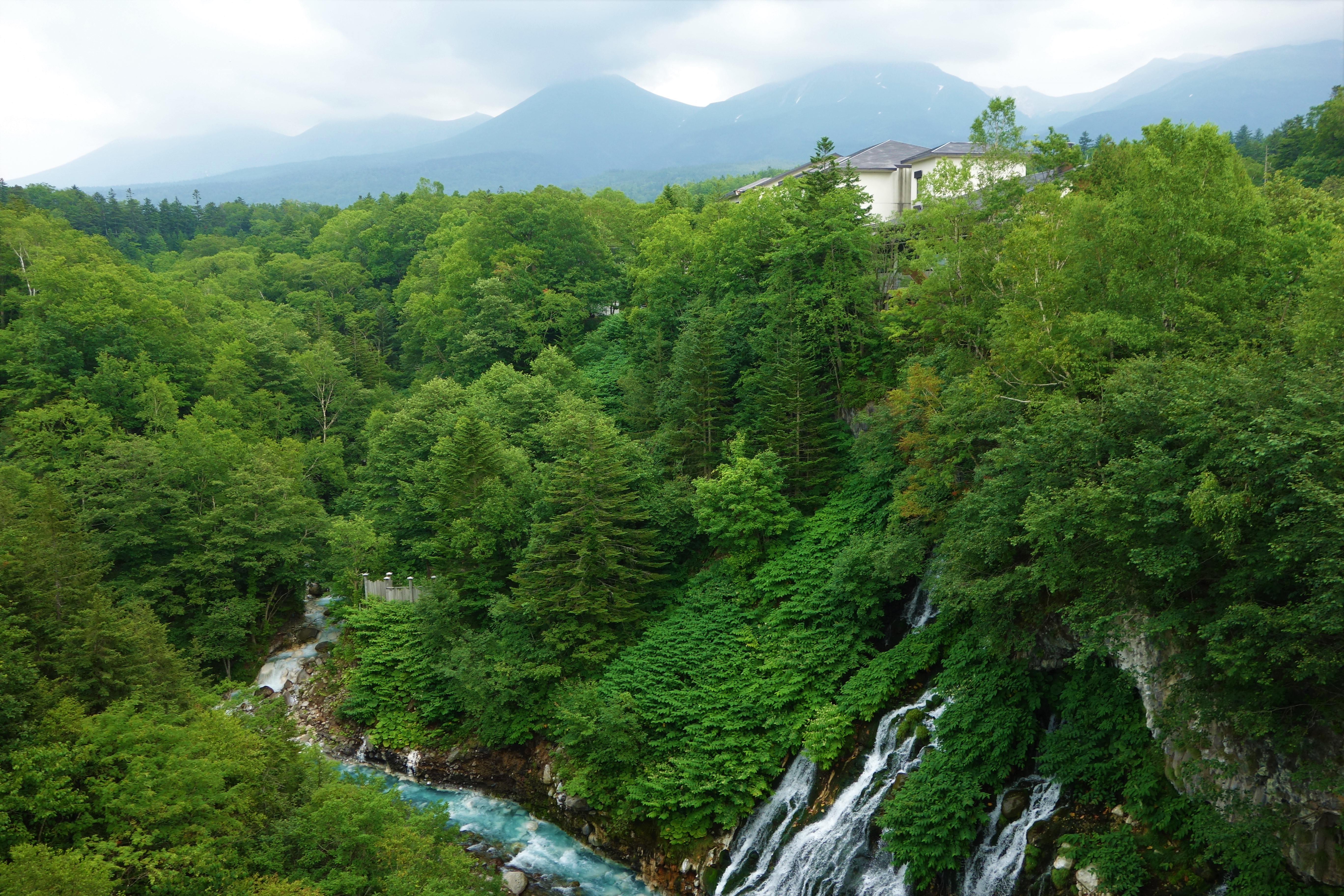
白ひげの滝と美瑛富士・美瑛岳
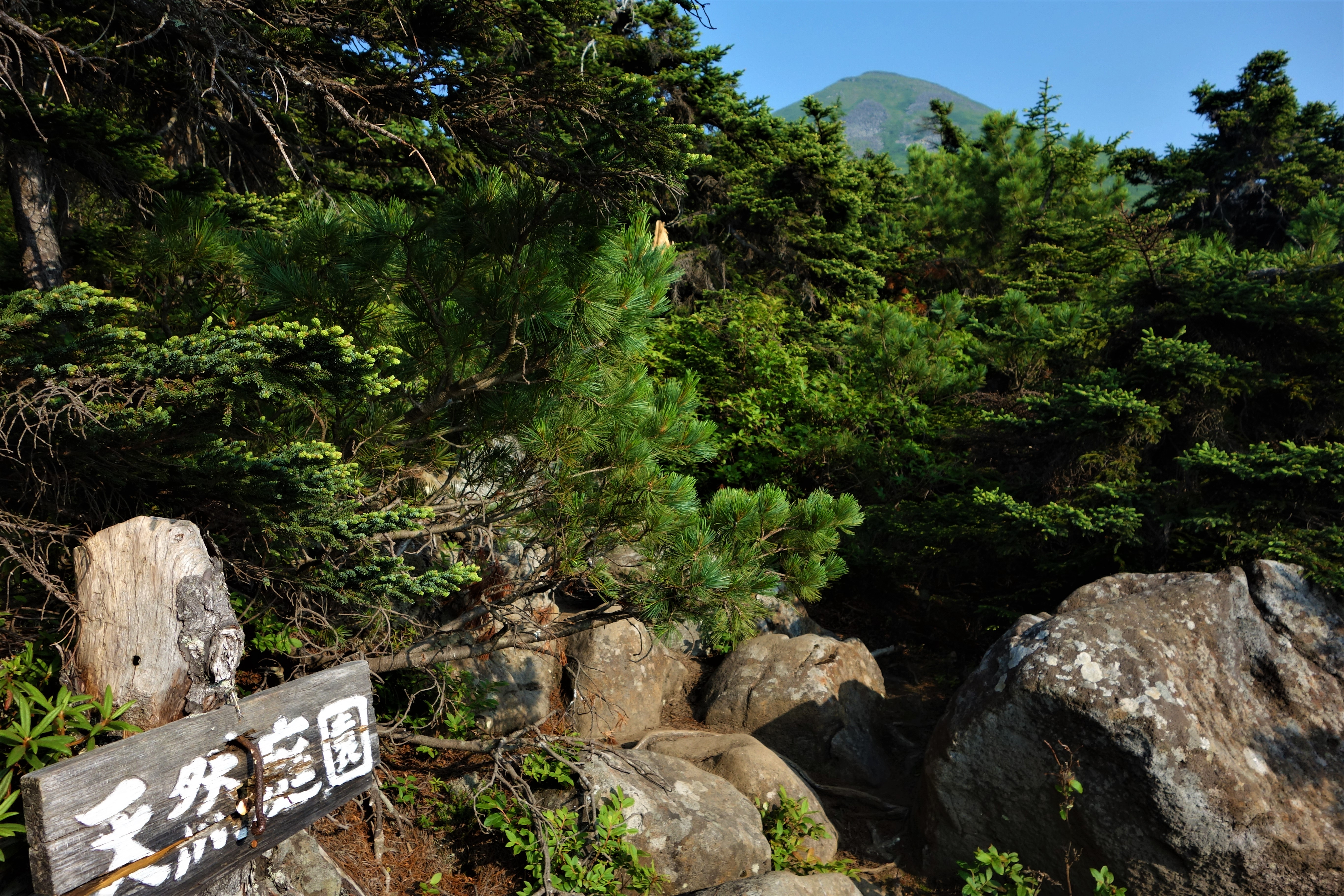
天然庭園からの美瑛富士
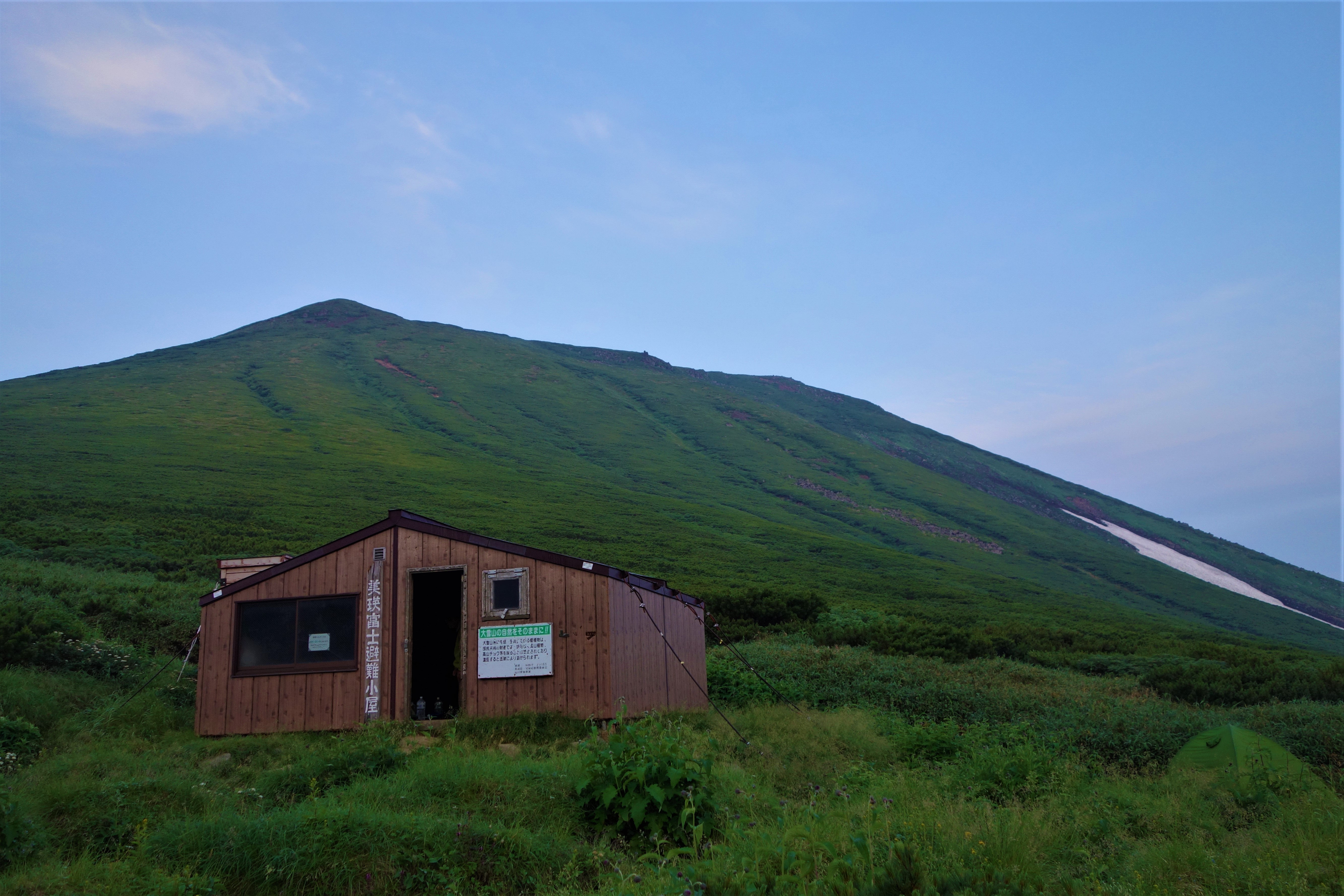
美瑛富士避難小屋
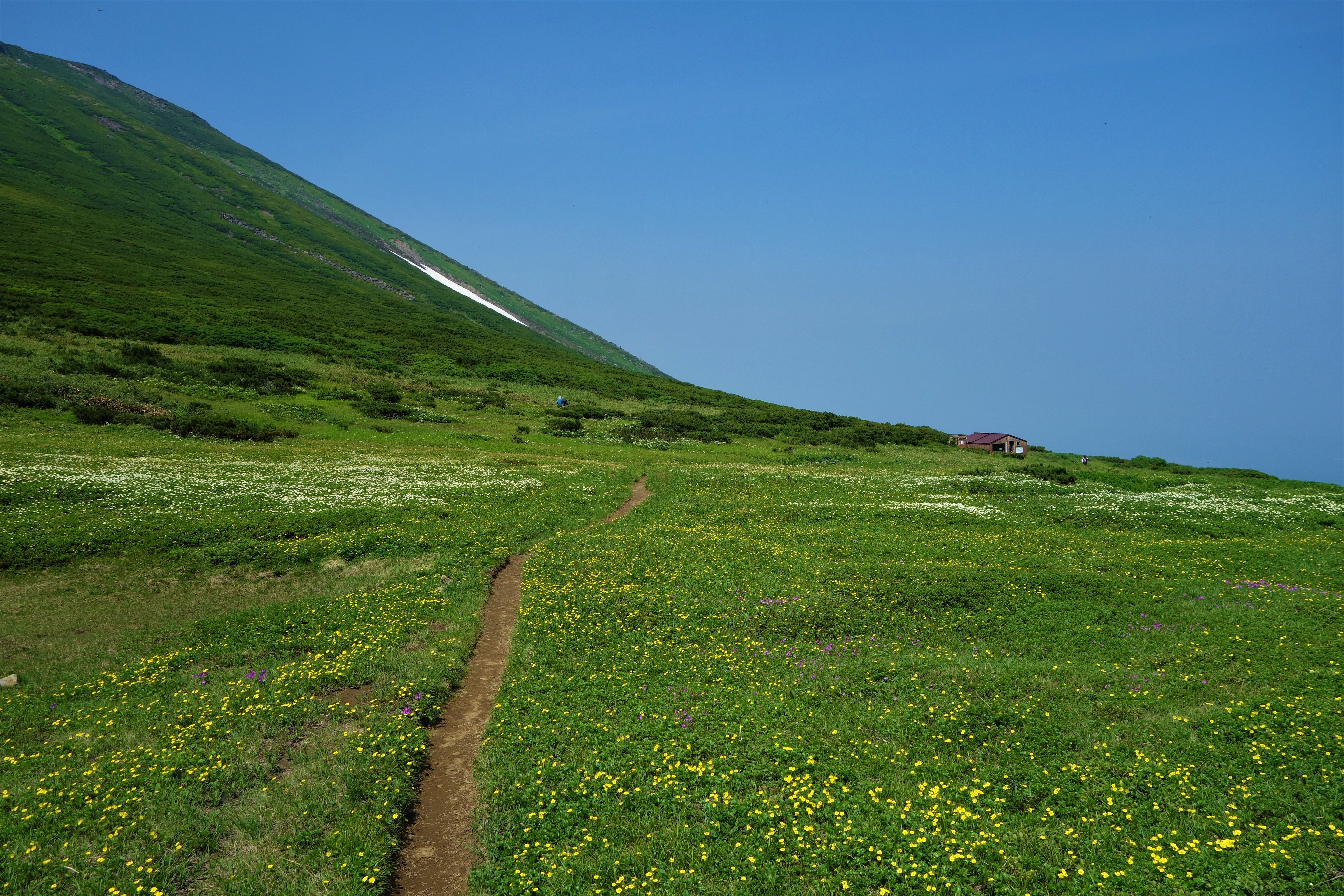
美瑛富士キャンプ地のお花畑
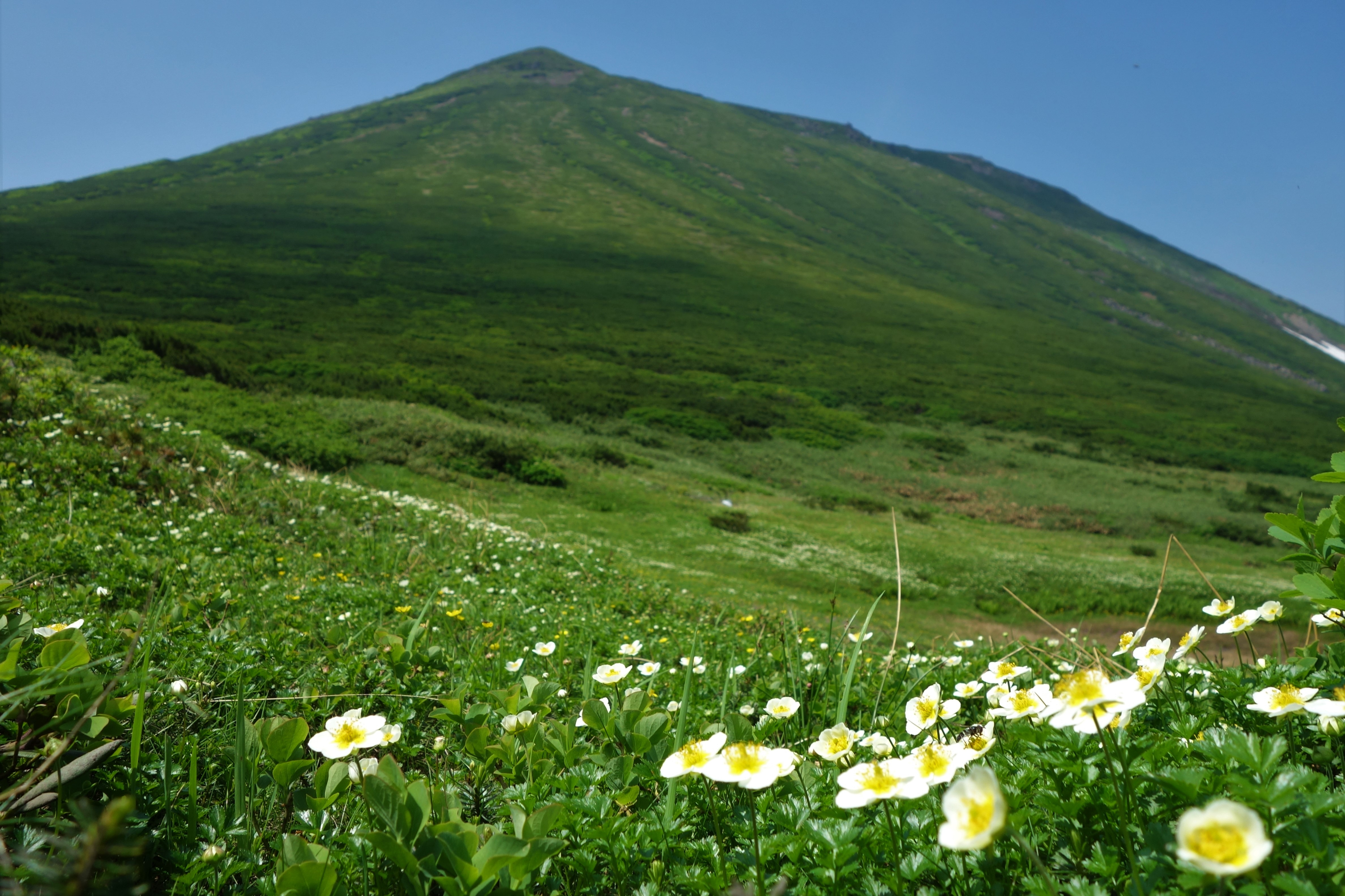
美瑛富士とチングルマ
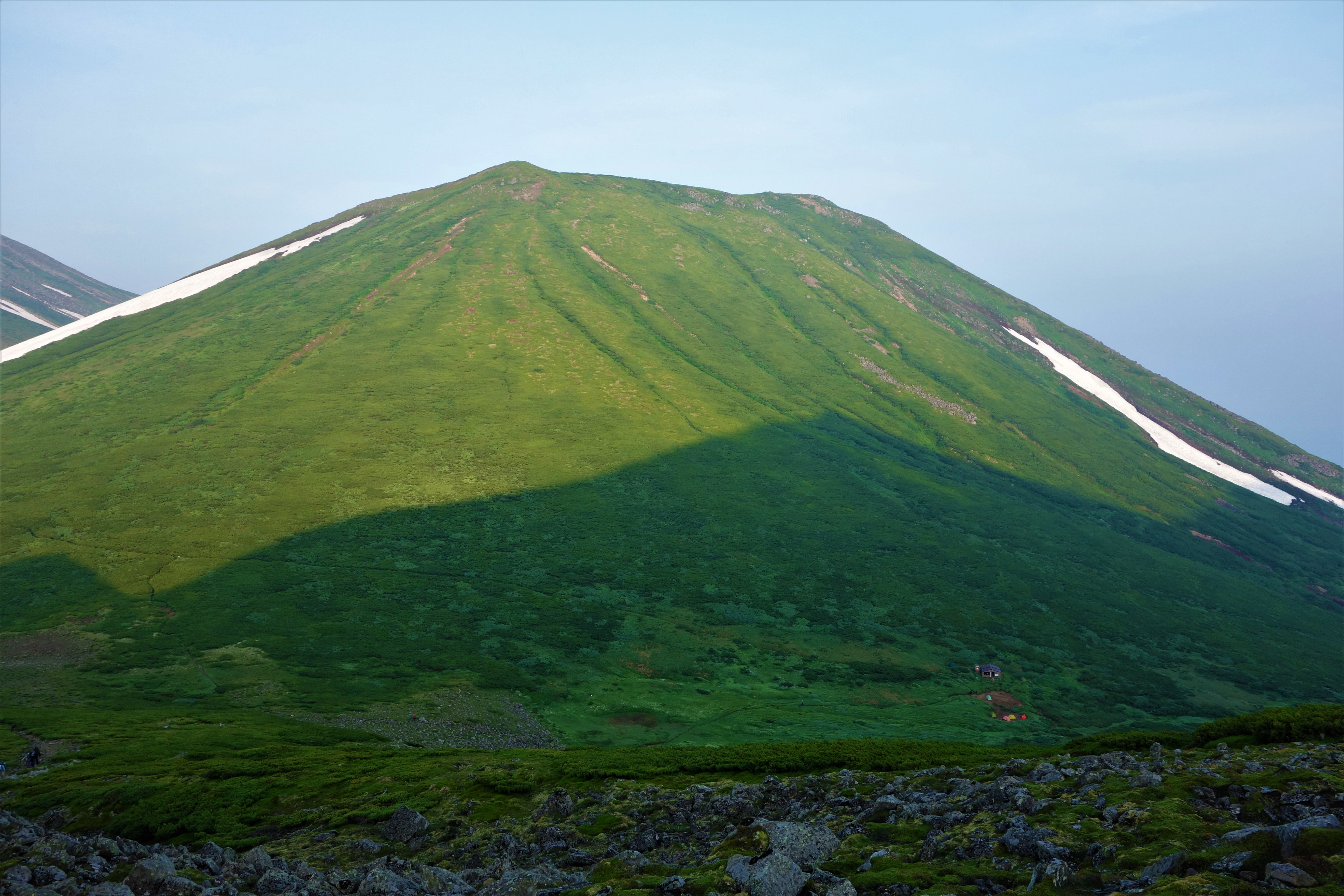
石垣山から美瑛富士とキャンプ地